# (30886) 1992 WJ1
1992 دابليو جاي 1 (ويعرف أيضًا باسم (30886) 1992 دابليو جاي 1 وفق تسمية الكوكب الصغير) (بالإنجليزية: 1992 WJ1)‏ هو كويكب ضمن حزام الكويكبات؛ وترتيبه 30886 من حيث الاكتشاف.
اكتُشف هذا الجُرم الفلكي بواسطة Kin Endate ‏ في 17 نوفمبر 1992.

## وصلات خارجية
- (30886) 1992 WJ1 في قاعدة بيانات مختبر الدفع النفاث لأجرام النظام الشمسي الصغيرة

- الاكتشاف · مخطط المدار ·  العناصر المدارية · المعلمات المادية

- (30886) 1992 WJ1 على موقع ويكي سكاي: DSS2, SDSS, GALEX, IRAS, Hydrogen α, X-Ray, Astrophoto, Sky Map, Articles and images